# 自由連想法
自由連想法（じゆうれんそうほう、独: Freie Assoziation）とは、ある言葉（刺激語）を与えられた時に、心に浮かぶままの自由な考えを連想していく発想法。刺激語と連想語の関連を分析し、潜在意識を顕在化する事によって心理的抑圧を解明する。
初めはジークムント・フロイトなどによって精神分析の立場で使用された。この自由連想に対して、反対の意味を持つ言葉を浮かべる事を制限連想と呼ぶ。
また、推理小説において、容疑者にこの方法を用いて逮捕に持ち込む例も多い。1928年に発表された「ヴァン・ダインの推理小説二十則」ではすでに「自尊心のある作家なら避けるべき陳腐な手法」とされている。犯人しか連想し得ないはずの連想語を導いてそれをきっかけに自白に持ち込むのが普通。